# مدينة ريبون الأثرية

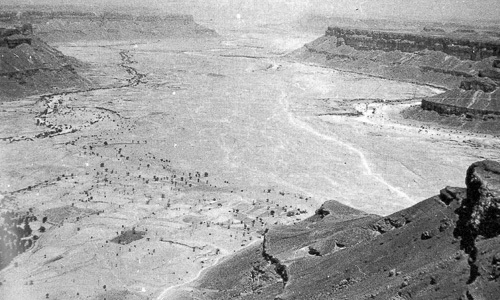
منظر عام لمنطقة ريبون الأثرية

مدينة رَيْبُون الأثرية (بخط المسند: ) تقع أطلال وخرائب مدينة ريبون إلى الجنوب الغربي من مدينة سيئون اليمنية، على بعد نحو (94 كيلو متر) اسفل وادي دوعن، وتعتبر من أقدم المدن التاريخية في وادي حضرموت، واكتشف فيها أقدم شواهد معروفة لخط المسند حتى الآن، محزوزة على كسرات فخارية، وقدر تاريخها بأواخر الألفية الثانية قبل الميلاد.

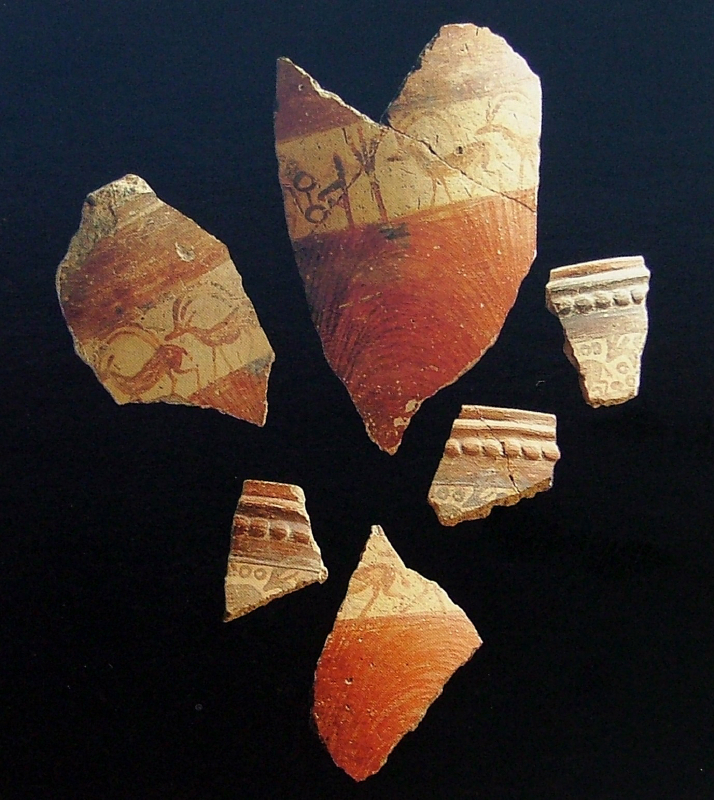
أقدم دليل أثري على استعمال حروف المسند في جنوب الجزيرة - كِسرات مكتشفة في ريبون

تشكل أطلالها وخرائبها عدة تلال آثرية وأعداد كثيرة من شبكات الري المتفرقة في عدة أماكن. تزيد مساحتها على (10 هكتار)، يعود تاريخ هذه المدينة إلى ما قبل القرن السابع قبل الميلاد وأستمر فيها الاستيطان حتى القرون الميلادية الأولى، جرت في خرائب هذه المدينة حفريات وأبحاث ودراسات أثرية من قبل البعثة الآثرية اليمنية السوفيتية في الفترة من (83-1988م)، وتوصلت إلى أن سكان المدينة كانوا قد زاولوا الزراعة، وتربية الحيوانات، وبنوا مجمعات سكنية جميلة خاصة للسكن، وأبنية أخرى خاصة لأنشطتهم الدينية كالمعابد، وقد كانت كل الأراضي المحيطة بالمدينة مغطاة بشبكات الري والقنوات والسدود وأحواض المياه، تدل كلها على ازدهار بلغ أوجه، ومن أهم المعالم الخاصة بالمدينة والتي تمت فيها الحفريات الآثرية هي كالأتي:
- معبد الإلهة (ذات حَمْيَم)
- معبد الإله (سِيان)
- شبكات وقنوات الري

## معبد الإلهة (ذات حميم)
يتكون هذا المعبد من مجمع تعبدي يضم أربعة مباني، بنيت أساساتها من الأحجار وجدرانها من الهياكل الخشبية التي ملئت فراغاتها باللبن لتصبح الجدران قوية، ويعتبر اللبن الطين المادة الرئيسية للبناء في حضرموت منذ ما قبل القرن السابع قبل الميلاد، وجدران هذا المعبد أقيمت بهذه المادة، ويتميز بخفته وقوة تماسكه، ولم يكن اللبن فقط المادة الوحيدة، بل كان للأخشاب مكانة هامة في بناء الجدران والسقوف.
وفي هذا المجمع التعبدي عُثر أثناء التنقيب على بقايا هياكل خشبية وساعدت النيران التي التهمت المعبد على حفظ تصاميم هياكل الأخشاب واستعملت أعمدة خشبية ذات مقاطع دائرية ومستطيلة ومربعة، وكان المعماريون يضعون على أسس البناء الحجرية أعمدة قصيرة متوازية تفصل بينها فواصل غير كبيرة، وعليها توضع عوارض خشبية طويلة ومع هذه العوارض توضع أعمدة خشبية مقاطعها دائرية وأقطارها حوالي (12 سم)، وتربطها في أسفل وفي أعلى عوارض خشبية والتي بدورها مثبتة بأعمدة طويلة وبهذا يشكل الهيكل الخشبي التي تستند عليه جدران اللبن الني.وقد تم عمل نموذج تخيلي للكيفية التي كان بها هذا المجمع التعبدي الذي يكاد أن تكون معالمه اليوم مطموسة.
وقد عثرت البعثة الآثرية أثناء التنقيب في هذا المعبد على الكثير من النقوش وجدت متناثرة داخل مباني المعبد، في واجهة الجدران التي غطيت بقطع حجرية مصقولة منحوتة بشكل جميل ومتقن، وملصقة واحدة جنب الأخرى، بطريقة متناسقة، وعليها حفرت النقوش المكرسة للإلهة التي يتحدث فيها أصحابها عن تقديم القرابين للمعبد، ويضعون أنفسهم وأولادهم وما يملكون تحت حمايتها.
فما هي يا ترى نوع القرابين التي يقدمها هؤلاء للإلهة ؟
يحتمل أن الأحجار المنحوتة والمصقولة التي تغطي الجدران، وقد عملت على حساب المتعبدين لهذه الإلهة في هذه المدينة وخصوصاً العائلات الغنية وبعض الأسر ذات الوجاهة، ومن بين كتّاب هذه النقوش يبدن بصورة خاصة نساء كثيرات، ولهذا فأن تقديم الأحجار المصقولة للزينة الجدارية للمعبد كانت تعد تضحية للإلهة وتقديم قرباناً لها، لذا فالنقوش التي كتب عليها (فلان الفلاني قدم ضحى للإلهة ذات حميم)، ولم يوضح ذلك الشخص ماذا قدم بالضبط، فهي لا تدعوا للدهشة لأنه في الواقع قدم مبلغاً من المال لتجهيز جزء من الحجارة للزينة الجدارية للمعبد، وهو الجزء الذي كتب عليه إهداؤه، وهكذا كان ما يقدمه المتعبدون عبارة عن تجهيزات معمارية ومواد بناء وغيره، أما المتعبدين الأغنياء والوجهاء، فقد قدموا مبالغ مالية سخية لتغطية أجزاء كبيرة من الجدار بالأحجار المصقولة للزينة الجدارية.
ومن خلال معطيات النقوش، فقد وقف معبد الإلهة (ذات حميم)، متحدياً للزمن لفترة تزيد عن ستة قرون قبل أن يتعرض للهدم والتخريب وعلى امتداد هذه الحقبة الزمنية أعيد بناؤه وترميمه وتغيير قطاع الحجارة التي تزين جدرانية مراراً وتكراراً، والنقوش التي تعود إلى الفترة المتأخرة والتي قدمت معطيات أكثر تفصيلاً في محتواها، كالنقش الذي قدمه شخص يدعى(ث م أ ك ه م و) وهو نقش وجد في جدران المعبد الداخلية، وفي مثل هذه النقوش المتأخرة، تتحدث عن تقديم قرابين لتحقيق ما وعد به الشخص الإلهة، أو لأجل تقديم اعتذار لما أرتكبه الشخص من أخطاء أو ذنوب.

وقد تعرض هذا المعبد للخراب بنيران الحروب، وكثيراً من النقوش حملت معها آثار الحريق، واحترقت أعداد كثيرة منها.

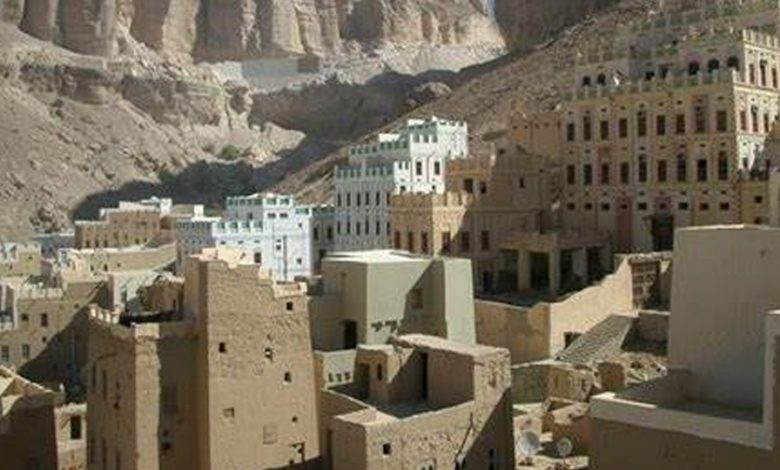
صورة توضيحية لمدينة ريبون الاثرية

## معبد الإله (سِيان)
يقع المعبد في غربي المدينة على بعد (2 كيلو متر) عن مركزها، وهو معبد المدينة الرئيسي، ويتكون مجمع المعبد من معبدين على سفح أحد جوانب الوادي، أكبرهم بني على مصطبة حجرية تبلغ مساحتها (28×48 متراً)، وارتفاعاتها (9 أمتار)، أما الأخر فقد بني إلى الشمال من الأول وفي اسفل الجبل توجد أطلال بنايات حجرية وطينية من المحتمل أنها كانت ملحقة بالمعبد.

### مكونات المعبد
- السور: بني سور المعبد من الحجر، وهو ذو تخطيط غير منتظم، طول جدار السور الشرقي (28 متراً) وارتفاعه (9 أمتار)، ويمكن تتبع (20 متراً) من طول الجدار الجنوبي، ثم ينقطع بسبب تهدمه، ويظهر عند سفح الجبل في الركن الجنوبي الغربي، أما الجدار الشمالي فأنه يصعد موازياً مع درج صغير بطول (13 متراً) تقريباً، ثم ينتهي عند صالة المدخل حيث يتصل بالسلم الرئيسي، أما الجهة الغربية فيشكل الجبل جزءاً من السور وقد بني جدار من اللبن والخشب ملاصق له ويحمل السقف الذي يغطي جزاءً من البهو، أن المساحة التي يشملها السور (28×48 متراً تقريباً) شديدة الانحدار في الجنوب والشرق، لهذا فقد ردمت هذه المنطقة لبناء مساحة البهو المقدس وعند التنظيف اسفل الجدار الشرقي وجدت كمية من الأحجار المشغولة جيداً، وكذلك كسر النقوش والمساند المزينة أعلاها بالزخارف الهندسية والحيوانية، ولا زالت ماثلة عند أساس هذا الجدار بعض هذه الألواح الحجرية، وخاصة في الجانب الشمالي وكذا بجانب الدرج مما يدل على أن جدران السور الخارجي كانت مزينة بالألواح الحجرية الزخرفية والنقوش، كما أن بعضها مطلي باللون الأحمر القاني.
- السلم:(الطريق الصاعد): يستند السلم الذي طوله (40 متراً) وعرضه (1,45 متراً) على منحدر الجبل ويمتد من اسفل الوادي في خط مستقيم نحو الأعلى، وينتهي عند المدخل الرئيسي أي عند قواعد الأعمدة التي لا زالت ثلاثة منها في مكانها.

أن درج ومصاطب السلم أصبحت غير واضحة المعالم (بعضها تم قلعه)، ولكن في الأسفل نجد أن الدرج بنيت بالأحجار المكتوبة وأن تقنيتها غير جيدة، ويوجد في اسفل السور الشمالي سَلم آخر مبني بالحجارة المنحوتة ومزين بالنقوش، يتكون من درجتين بعد كل مصطبة، ويستند على السلم جدار صغير مبني من الحجر، وأن نهاية هذا السلم الذي يتصل بالسلم الرئيسي لم يتم إظهار الجزء الأعلى منها بعد.
- البهو المقدس (قٌدس الأقداس): عبارة عن ساحة مبلطة بألواح حجرية وتوجد بها حفر لغرض تثبيت الأعمدة الخشبية وذلك من الجهة الغربية، أما في الجانب الشمالي والجنوبي فنجد أن الأعمدة وضعت على قواعد حجرية مقاساتها في المتوسط (22× 22 × 11 سم)، وقد عُثر في سطح هذه القواعد على آثار الأعمدة الخشبية المحروقة بمقاس (18 × 18 سم، و17×17 سم)، وهذه الحفر (التجويفات) والقواعد كانت تحمل الأعمدة الخشبية التي تحمل السقف الذي يغطي جوانب البهو وخلال التنقيبات تم رفع بعض النقوش والمساند والقطع الحجرية الديكورية والمذابح والمباخر والفخار، وفي الجانب الغربي يوجد مقعد بطول (17.70 متراً) وارتفاع (47 سم) مبني من الحجر، وتوجد في مقدمته بعدة أماكن منه كتابة تحمل اسم (ق ث م) والذي يعتقد بأنه الشخص باني هذا الجدار أو الممول لذلك، ويعلو المقعد جدار من الخشب واللبن ولا زالت البقايا الخشبية المحروقة في أماكنها، وفي الجانب الجنوبي عند نهاية المقعد توجد قاعدة تحمل مسنداً مكسوراً من الأعلى، وعند الجانب الشمالي للمقعد تم العثور على بناء بشكل حوض صغير مقاس (2.25×1.90 متراً)، وارتفاع (47 سم)، عليه كتابات في المقدمة ومن الأعلى، عند التنظيف لم يتم العثور فيه على دلائل استخدامه كحوض، ويعتقد بأنه أستخدم مكاناً لحرق البخور، وقد بني على الأرضية في وقت متأخر للبناء الأساسي.
- المعثورات الطقوسية: من المواد الطقوسية التي وجدت في المعبد، المذابح، ومنها تلك التي ينتمي ميزابها برأس ثور، وكذلك المباخر، أما بالنسبة للنقوش التي تم العثور عليها فتقدر بستمائة نقش هي في الغالب نقوش نذورية موجهة إلى الإله (سين)، الإله الرئيسي لحضرموت، وهي مختصرة جداً كالأتي: (فلان بن فلان من الأسرة الفلانية وهب لسين نفسه وأولاده وممتلكاته)، أما المساند التي كانت تزخرف بالوعول ورؤوس الثيران والرموز المقدسة والديكور الهندسي فإن محتواها أكثر تفصيلاً، فبالإضافة إلى نذر الكاتب نفسه وأولاده وما يملك فهي تعبر أيضاً عن الشكر للإله في التوفيق والخلاص من مصيبة، وشكر للرحمة الإلهية، ويعود تاريخ هذه المساند إلى القرنين الأول والثاني الميلادي.

وأهم نقوش المعبد هو النقش الموسوم ب (ريبون 14/87/1)، الذي يتحدث عن بناء المعبد ويعود تاريخه إلى القرن الخامس قبل الميلاد، وبذلك فأن المعبد ظل قائماً في الفترة الممتدة من القرن الخامس قبل الميلاد وحتى القرون الميلادية الثلاثة الأولى.

## شبكات وقنوات الري
كانت مدينة ريبون في الماضي مركزاً لمنطقة زراعية كبيرة ممتدة في وسط مدخل وادي دوعن ومحاطة بمساحات واسعة من الأراضي الزراعية، وتقدر المساحة العامة للأراضي التي كانت تزرع في فترة ازدهار المدينة بحوالي (1500 هكتار)، وكانت المساحة الواقعة إلى جنوب المدينة تبلغ (750 هكتار) وكانت تروى بواسطة شبكة ري معقدة تبدأ بقناة من مجرى وادي دوعن وهي القناة الرئيسية ويصل طولها إلى قرابة (5,5 كيلو متر)، حيث تجتمع إليها مياه السيول فتوجهها هذه القناة إلى الشبكات الموزعة للمياه، والقنوات الصغيرة، ثم إلى الأراضي المزروعة.
أما الأراضي التي كانت إلى شمال المدينة فكانت تروى بواسطة مياه السدود وبقايا هذه السدود اكتشفت على بعد (1.5 كيلو متر) إلى الجنوب من قرية المشهد، وهي مبنية من جدران حجرية قوية، يصل عرضها في الأساس إلى (5 أمتار) وارتفاعها أكثر من (4 متر) تحجز مياه الوادي، وكانت لها فتحات في جزئها الأعلى لإخراج المياه الفائضة، وعلى امتداد الضفة الشرقية للوادي امتدت القناة الرئيسية الموصلة للمياه إلى الأراضي الواقعة إلى شمال قرية المشهد، وهناك بعض الأراضي غير الكبيرة المحيطة بضفتي الوادي التي كانت تروى بواسطة أحواض المياه، التي شيدت لحفظ وتجميع مياه الأمطار من صخور الوادي.